# Amblyseius lemani
Amblyseius lemani är en spindeldjursart som beskrevs av Tencalla och Mathys 1958. Amblyseius lemani ingår i släktet Amblyseius och familjen Phytoseiidae. Inga underarter finns listade i Catalogue of Life.